# Krupina
Krupina (ungherese: Korpona, tedesco: Karpfen) è una città della Slovacchia, capoluogo dell'omonimo distretto nella regione di Banská Bystrica.
Diede i natali ad Andrej Sládkovič (1820-1872), poeta e pastore protestante, e a Elena Šoltésová (1855-1939), scrittrice.